# Platambus coriaceus
Platambus coriaceus är en skalbaggsart som först beskrevs av Régimbart 1899.  Platambus coriaceus ingår i släktet Platambus och familjen dykare. Inga underarter finns listade i Catalogue of Life.